# Malat deshidrogenasa
La Malat deshidrogenasa (EC 1.1.1.37) (MDH) és un enzim que catalitza la reacció reversible d'oxidació del malat a oxalacetat amb la reducció de NAD+ a NADH. Aquesta reacció forma part de diverses rutes metabòliques, com ara el cicle de Krebs.

## Isoenzims
Existeixen diversos isoenzims de la malat deshidrogenasa. Hi ha dues formes principals en les cèl·lules eucariotes. Una es troba a la matriu mitocondrial i participa en el cicle de Krebs. L'altra es troba al citoplasma i participa en el mecanisme llançadora malat-aspartat, que permet transportar compostos reduïts del citosol al mitocondri i així aprofitar els seus electrons.